# 伊達爾戈城 (恰帕斯州)
伊達爾戈城是墨西哥的城市，由恰帕斯州負責管轄，位於該國東南部，毗鄰與危地馬拉接壤的邊境，始建於1882年，海拔高度20米，2007年人口14,164。